# Wygłoba szczawiówka
Wygłoba szczawiówka (Euclidia mi, bardziej znana pod synonimiczną nazwą Callistege mi) – gatunek motyla z rodziny mrocznicowatych i podrodziny Erebinae. Występuje na nasłonecznionych i kwietnych łąkach w całej Europie.
OpisSkrzydła ciemnobrunatne z białym lub żółtym rysunkiem, pokryte włoskami. Rozpiętość skrzydeł 30–35 mm. Na roślinach siada zwykle z otwartymi skrzydłami.
PożywienieKoniczyna, szczaw, wyka, lucerna, nostrzyk, janowiec.